# Episodi de Le nuove avventure di Guglielmo Tell (terza stagione)
La terza stagione della serie televisiva Le nuove avventure di Guglielmo Tell è stata trasmessa in anteprima negli Stati Uniti d'America dalla CBN Cable Network nel corso del 1989.
| nº | Titolo originale             | Titolo italiano | Prima TV USA | Prima TV Italia |
| -- | ---------------------------- | --------------- | ------------ | --------------- |
| 1  | The Touch                    |                 | 1989         |                 |
| 2  | Spirit of Rebellion          |                 | 1989         |                 |
| 3  | Insurrection                 |                 | 1989         |                 |
| 4  | Doppelganger                 |                 | 1989         |                 |
| 5  | Trailbreak                   |                 | 1989         |                 |
| 6  | The Mission                  |                 | 1989         |                 |
| 7  | The Bounty Twins             |                 | 1989         |                 |
| 8  | The Gods                     |                 | 1989         |                 |
| 9  | Gansari's Zombies            |                 | 1989         |                 |
| 10 | The Shadow                   |                 | 1989         |                 |
| 11 | Gorian the Spider            |                 | 1989         |                 |
| 12 | Forbidden Fruit              |                 | 1989         |                 |
| 13 | The Lost City                |                 | 1989         |                 |
| 14 | The Bridge                   |                 | 1989         |                 |
| 15 | Silver Rider                 |                 | 1989         |                 |
| 16 | The Children                 |                 | 1989         |                 |
| 17 | The Magician                 |                 | 1989         |                 |
| 18 | The Wind Wagon               |                 | 1989         |                 |
| 19 | Goldilocks                   |                 | 1989         |                 |
| 20 | The Amazon                   |                 | 1989         |                 |
| 21 | Headhunters                  |                 | 1989         |                 |
| 22 | Forbidden Land               |                 | 1989         |                 |
| 23 | The Moment of Truth (Part 1) |                 | 1989         |                 |
| 24 | The Moment of Truth (Part 2) |                 | 1989         |                 |